# Qiulin Zhang
 (janvier 2014).
Si vous disposez d'ouvrages ou d'articles de référence ou si vous connaissez des sites web de qualité traitant du thème abordé ici, merci de compléter l'article en donnant les références utiles à sa vérifiabilité et en les liant à la section « Notes et références ».
Qiulin Zhang, née à Xi'an, en Chine, est une contralto française.

## Carrière
Formée en Chine et au conservatoire de Toulouse, QiuLin Zhang entreprend son premier voyage d'étude en France en 1989 pour étudier à la Schola Cantorum de Paris. Elle chante alors pour la première fois en France au Château de Versailles ainsi que sous l’Arche de la Défense pour honorer les festivités de célébration du bicentenaire de la Révolution française de 1989.
En 1995, elle s'installe définitivement en France, et remporte le Grand Prix du Concours International de chant de Marmande, concours présidé par un jury de 17 directeurs de théâtres lyriques français, et continue sa formation musicale au conservatoire de Toulouse sous la houlette de Andréa Guiot et de Monsieur Jacques Doucet.
Elle débute à l'opéra dans les rôles de Maddalena/ Rigoletto à l’Opéra de Rennes, Sextus/ La clemenza di Tito, Suzuki/ Madame Butterfly à l’Opéra de Saint-Étienne, rôle qu'elle reprend à l’Opéra de Marseille et à l’Opéra de Dublin. Elle interprète Carmen au Festival de Hong Kong avec l’Orchestre national de Lille, se produit sur les scènes de l'Opéra de Caen, de l’Opéra d’Avignon. Au Théâtre du Capitole de Toulouse elle participe à plusieurs productions : les opéras Médée (Néris) de Cherubini, L'Or du Rhin, Siegfried et Le Crépuscule des dieux (Erda et Première Norne) de Richard Wagner, Les Contes d’Hoffmann (Voix de la Mère) de Jacques Offenbach, La Femme sans ombre (Voix d'en haut) de Richard Strauss, Œdipe (une Thébaine) d’Enesco. On la retrouve également sur les grandes scènes internationales comme l’Opéra d’Amsterdam ou le São Carlos de Lisbonne dans les Walkyries (Rossweise, Schwertleite).
Véritable contralto, QiuLin Zhang est particulièrement associée au rôle d'Erda dans Der Ring des Nibelungen de Richard Wagner, rôle qu'elle interprète sur la scène du Théâtre du Capitole lors du Ring mis en scène par Nicolas Joel à Toulouse ainsi que dans celui de Bob Wilson mis en scène au Théâtre du Châtelet à Paris en 2005. Sa voix rare lui permet d'interpréter les grandes œuvres pour voix et orchestre comme Le Chant de la Terre de Gustav Mahler qu'elle donne avec l'Orchestre de Paris sous la direction de Christoph Eschenbach à Paris, au Royal Albert Hall de Londres lors du festival des Proms, ainsi qu'au Palais de l'Escurial de Madrid en 2006. Elle chante également cette œuvre avec l’Orchestre national de Lille dirigé par Jean-Claude Casadesus. Radio Classique diffuse plusieurs de ses concerts, notamment les Wesendonk lieder de Richard Wagner enregistrés le 13 mai 2007 au Théâtre des Champs-Élysées avec l'Orchestre Lamoureux, et la Rhapsodie pour alto de Brahms avec l'Orchestre de Lille. Elle sera Erda dans le nouveau Ring de l'Opéra de Paris en 2009, 2010 et 2013, à l'opéra de Munich en 2015, Ulrica dans Un ballo in maschera à l'opéra de Pékin en 2013, La Cieca dans La Gioconda à l'opéra de Marseille en 2014.
la mère d'Antonia dans les Contes d'Hoffmann à Opera de Münich 2015 .
en 2016 , début San Francisco Opera dan nouvelle création Dream of the Red Chamber et Suzuki en Suisse Avanches Opéra .
en 2017 Suzuki a Opera de Monnaie et Mahler N°3 à Philharmonie de Paris avec Orchestre Pasdeloup .
Dream of the Red Chamber à Hongkong festival .
Rückert Lieder et Lieder eines fahrenden Gesellen von Mahler à Festival Musiqueinterdite avec musiciens de orchestre Opéra de Marseille en version Schönberg .
en Novembre 2017 Suzuki à opéra de Toulon .
2018 Requiem Mozart à Festival Internationale di musique sacrée de Rome .
2019 les Conte d'Hoffmann /mère d'Antonia à Opera de Lausanne
En première décembre 2021 ,le Chant de la Terre avec orchestre de Opéra de Marseille .
En Avril 2022 Filipyevna dans Onéguine à Opera de Lausanne .
Elle donne également des récitals solistes, notamment avec le pianiste François Weigel dans le répertoire de Lieder allemand (Johannes Brahms, Franz Schubert, Gustav Mahler), aux Flâneries musicales de Reims, à l'Opéra de Tours.